# Eastwell Park
Eastwell Park é um grande parque e propriedade rural localizado na paróquia civil de Eastwell, próximo a Ashford, Kent, na Inglaterra.
Ao longo do tempo várias edificações foram sendo erguidas para servir de residência para Thomas Moyle, os condes de Winchilsea e Nottingham, o príncipe Alfredo, duque de Edimburgo entre outros.

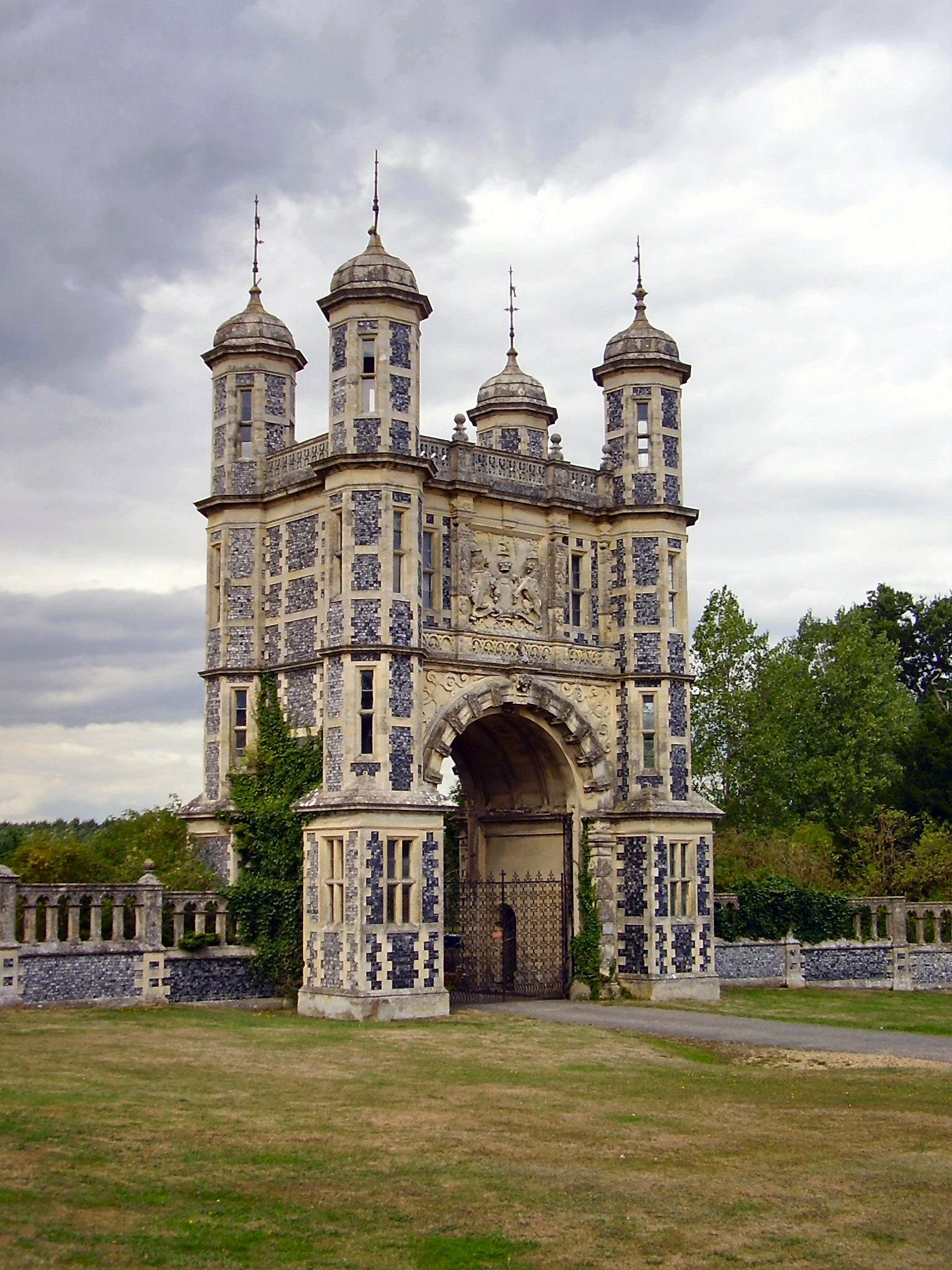
Eastwell Towers.